# ياسوكو تان
ياسوكو تان (بالإنجليزية: Yasuko Thanh)‏ (30 يونيو 1971، فيكتوريا في كندا)؛ روائية كندية. درست في جامعة فيكتوريا.